# Корзина с яблоками
«Корзина с яблоками» (фр. Le panier de pommes) — картина французского художника-постимпрессиониста Поля Сезанна, написанная маслом на холсте около 1893 года. Картина принадлежит Мемориальной коллекции Хелен Бирч Бартлетт Чикагского института искусств.
Сезанн отказался от реалистичного изображения в пользу искажения объектов для создания множественных перспектив. Этот подход в конечном итоге повлиял на другие направления искусства, включая фовизм и кубизм.

## Предыстория
Начиная с эпохи неоклассицизма тема натюрморта в значительной степени игнорировалась художниками как тривиальная. Считалось, что она не имеет такого же значения, как религиозные и исторические картины или даже пейзажи и портреты. Исключением из этого правила был краткий период в североевропейском искусстве XVII века, особенно в Нидерландах, хотя это оказало незначительное влияние. Такое пренебрежение натюрмортом в искусстве сделало его привлекательным предметом для Сезанна, который считал этот предмет чистым листом, на котором он мог экспериментировать.  Из-за отсутствия условностей в изображении предмета Сезанну была предоставлена свобода создавать смысл в этой практически нетронутой области. Своими натюрмортами Сезанн эффективно переосмыслил и оживил тему, которая затем оказала большое влияние на художников XX века, таких как Пабло Пикассо и Анри Матисс.